# 拉尔夫·J·斯鲁茨

拉尔夫·J·斯卢茨（Ralph J. Slutz，1917年5月18日—2005年11月16日）是一位美国物理学家及计算机架构师，因其在普林斯顿高等研究院的电子计算机项目中的工作，以及作为SEAC共同发明人而闻名。他还是国际综合海气数据集（ICOADS）项目中综合海洋—大气数据集的先驱之一。

## 生平
斯卢茨于1917年5月18日出生在美国俄亥俄州的克利夫兰。
他于1938年在麻省理工学院（MIT）取得电气工程理学学士学位，并于1939年获得理学硕士学位。随后，斯卢茨于1946年在普林斯顿大学取得理论物理学博士学位。
斯卢茨于1946年博士毕业后，进入普林斯顿高等研究院的电子计算机项目工作。 1948年，他加入美国国家标准局（今美国国家标准与技术研究院，NIST），与塞缪尔·N·亚历山大共同发明了SEAC计算机，并担任首席架构师直至1954年。随后，他出任国家标准局位于科罗拉多州博尔德的电波传播物理部主任，任职至1980年。

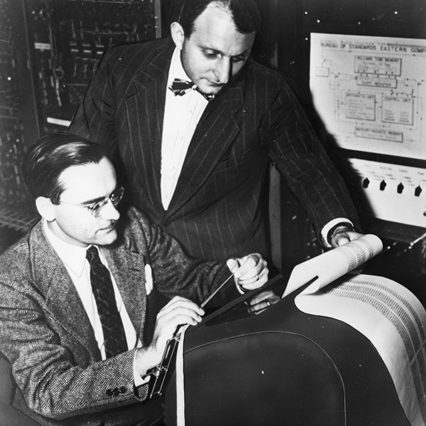
拉尔夫·J·斯卢茨 和 塞缪尔·N·亚历山大 于1950年共同研究 SEAC 计算机。

1980年从国家标准局退休后，他成为位于博尔德的科罗拉多大学博尔德分校附属环境科学合作研究所（CIRES）的高级科学家，并领导ICOADS项目直至1989年。  
1987年，斯卢茨合作撰写并发表了 ICOADS 的首篇研究论文〈A Comprehensive Ocean-Atmosphere Data Set〉，首次发布的资料集收录了1854年至1986年间约7,000万条海洋观测数据。此后，ICOADS 数据范围已扩展至20世纪末和21世纪初。
斯卢茨于2005年11月16日逝世于科罗拉多州博尔德市。2010年，为纪念他，科罗拉多大学博尔德分校计算机科学系设立了“拉尔夫·J·斯卢茨学生卓越奖”（Ralph J. Slutz Student Excellence Award）。

## 个人生活
斯卢茨于1946年与玛格丽特·玛丽·米切尔Margaret Mary Michell，1919－2011）结婚。 夫妇育有4名子女、15名孙辈，并在2025年前拥有14名曾孙。

## 代表出版物
- Memories of the Bureau of Standards’ SEAC, in Book of A History of Computing in the Twentieth Century, Academic Press, R. J. Slutz, 1980

- A Comprehensive Ocean-Atmosphere Data Set, in Bulletin of the American Meteorological Society, S. D. Woodruff, R. J. Slutz, R. L. Jenne, P. M. Steurer, 1987.